# Operační prostor Alpské předhůří
Operační prostor Alpské předhůří (německy Operationszone Alpenvorland (OPAP), italsky Zona d'operazioni delle Prealpi) byl německý prostor v oblasti alpského předhůří, který byl vytvořen za druhé světové války.

## Původ
OPAP byl založen 10. září 1943 okupací oblasti německým Wehrmachtem, jako reakce na spojenecké příměří s Itálií. Zahrnoval provincie Belluno, Bolzano a Trento. Ve stejný den byl vytvořen Operační prostor pobřeží Jaderského moře který zahrnoval provincie Udine, Gorizia, Terst, Pula, Rijeka, Kvarnerský záliv a Lublaň. Oba operační prostory od 23. září formálně patřily k Italské sociální republice.

## Správa
OPAP byl spravován vysokým komisařem Franzem Hoferem. Prostor byl spravován jako součást říšské župy (Reichsgau) Tyrolsko-Vorarlbersko. Hlavním městem bylo Bolzano. Italský vliv byl silně omezen Němci, kteří nařídili obnovu zemských hranic z roku 1919. Italští vysocí úředníci v Jižním Tyrolsku byli donuceni k rezignaci a nahrazeni německy mluvícími starosty z řad místního obyvatelstva, ztotožňujícími se s Třetí říší. V září 1943 byl německý jazyk postaven na úroveň italštiny. Fašistické noviny v italštině byly zakázány, stejně jako jejich dovoz z Italské sociální republiky. Fašistická strana byla postavena mimo zákon.
Prosazování německých předpisů bylo zajišťováno organizací Südtiroler Ordnungsdienst (SOD, civilní policie Jižního Tyrolska).